# Oberholzhausen (Altötting)
Oberholzhausen ist ein Gemeindeteil der Kreisstadt Altötting im oberbayerischen Landkreis Altötting. Das Dorf liegt etwa viereinhalb Kilometer westlich des Stadtzentrums am rechten Ufer des Inn.

## Geschichte
Der Ort wurde erstmals 1164 als „Holzehovsen“ urkundlich erwähnt. Im Ort befinden sich vier große Bauernhöfe aus dem 19. Jahrhundert, die unter Denkmalschutz stehen.
Siehe: Liste der Baudenkmäler in Oberholzhausen.